# 五加村 (新潟県)
五加村（ごかむら）は、かつて新潟県南蒲原郡にあった村。

## 沿革
- 1889年（明治22年）4月1日 - 町村制の施行により、南蒲原郡貝喰新田、今井村、今井野新田、泉新田及び岡野新田の区域をもって、南蒲原郡五加村が発足する。
- 1901年（明治34年）11月1日 - 南蒲原郡大和村、福多村、鬼木村、尾崎村及び五加村が合併して、南蒲原郡福島村が発足する。